# 陳遹聲
陳遹聲（？—？），字蓉曙、駿公，號悔門，浙江省紹興府諸暨縣（今浙江省諸暨縣）人，清朝政治人物、進士出身。

## 生平
光緒十二年（1886年）丙戌科進士，同年五月，改翰林院庶吉士。光緒十五年四月，散館，授翰林院編修。後出任松江府知府，平定鹽寇。光緒三十三年，授川東道，期間又平定當地寇亂。引病辭職。

## 延伸阅读
[在维基数据编辑]
 《清史稿·卷452》，出自趙爾巽《清史稿》